# Beaurieux (Aisne)
Pour les articles homonymes, voir Beaurieux.
Beaurieux est une commune française située dans le département de l'Aisne en région Hauts-de-France.

## Géographie

### Hydrographie

#### Réseau hydrographique
La commune est située dans le bassin Seine-Normandie. Elle est drainée par l'Aisne, le ruisseau de Beaurepaire, le cours d'eau 01 du Bois des Couleuvres, le cours d'eau 01 du Bois Vallet, le cours d'eau 01 du Château, le cours d'eau 01 du Moulin Bilat et le Tordoir,,.
L'Aisne est un  cours d'eau naturel navigable de 256 km de longueur, traversant les cinq départements Meuse, Marne, Ardennes, Aisne, Oise. Elle est un affluent de rive gauche de l'Oise, ce qui fait d'elle un sous-affluent de la Seine.

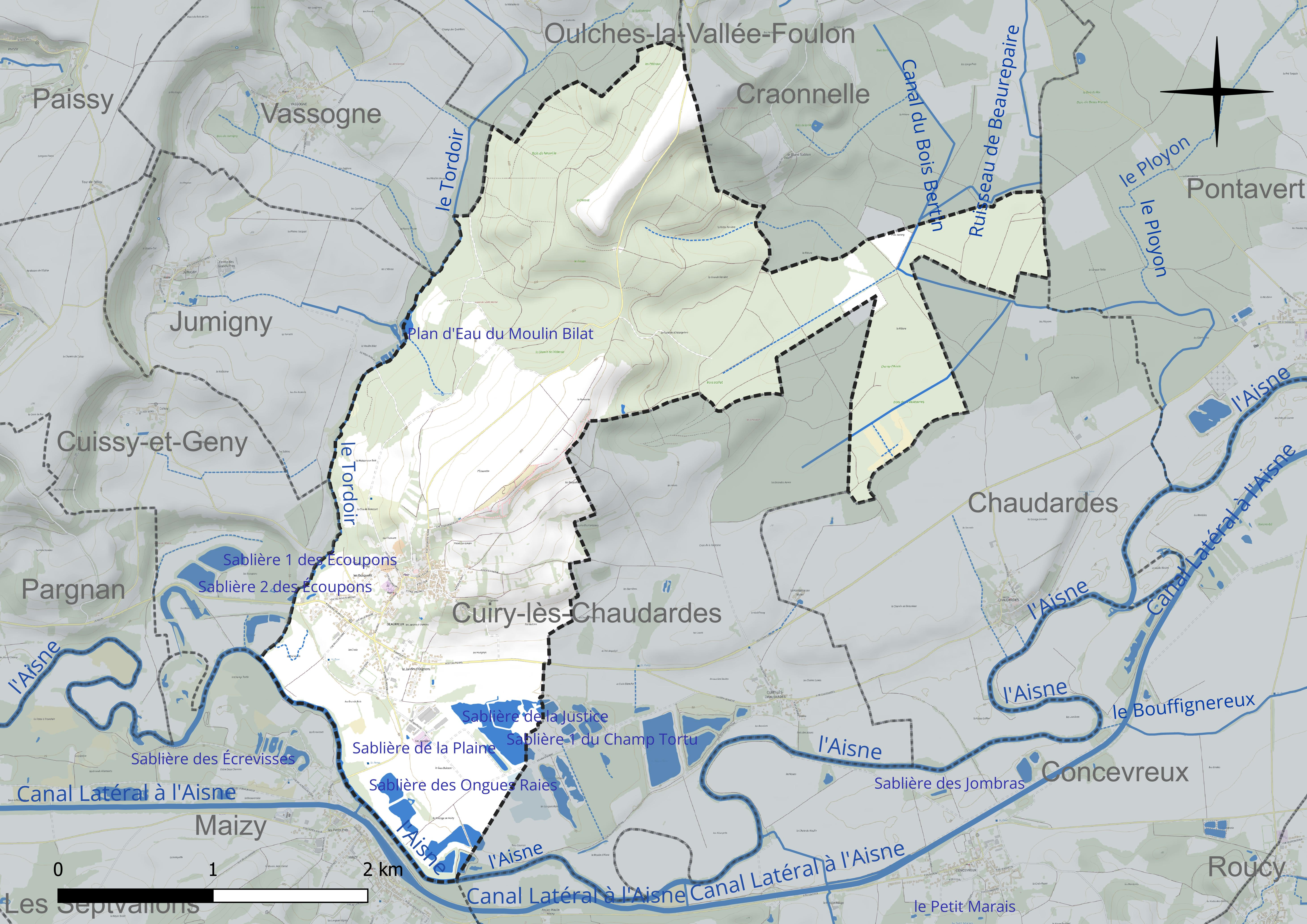
Réseau hydrographique de Beaurieux.

Deux plans d'eau complètent le réseau hydrographique : la sablière de la Plaine (0,7 ha) et le plan d'eau du Moulin Bilat, d'une superficie totale de 1,2 ha (0,6 ha sur la commune),.

#### Gestion et qualité des eaux
Le territoire communal est couvert par le schéma d'aménagement et de gestion des eaux (SAGE) « Aisne Vesle Suippe ». Ce document de planification, dont le territoire s'étend sur 3 096 km2 répartis sur trois départements (Aisne, Marne et Ardennes) et deux régions (Champagne-Ardenne et Picardie), a été approuvé le 16 décembre 2013. La structure porteuse de l'élaboration et de la mise en œuvre est le Syndicat d'aménagement des bassins Aisne Vesle Suippe (SIABAVES).
La qualité des cours d'eau peut être consultée sur un site spécial géré par les agences de l'eau et l'Agence française pour la biodiversité.

### Climat
Pour des articles plus généraux, voir Climat des Hauts-de-France et Climat de l'Aisne.
En 2010, le climat de la commune est de type climat océanique dégradé des plaines du Centre et du Nord, selon une étude du CNRS s'appuyant sur une série de données couvrant la période 1971-2000. En 2020, Météo-France publie une typologie des climats de la France métropolitaine dans laquelle la commune est exposée à un climat océanique altéré et est dans la région climatique Nord-est du bassin Parisien, caractérisée par un ensoleillement médiocre, une pluviométrie moyenne régulièrement répartie au cours de l'année et un hiver froid (3 °C).
Pour la période 1971-2000, la température annuelle moyenne est de 10,5 °C, avec  une amplitude thermique annuelle de 15,2 °C. Le cumul annuel moyen de précipitations est de 695 mm, avec 12,7 jours de précipitations en janvier et 8,5 jours en juillet. Pour la période 1991-2020 la température moyenne annuelle observée sur la station météorologique la plus proche, située sur la commune de Martigny-Courpierre à 12 km à vol d'oiseau, est de 10,7 °C et le cumul annuel moyen de précipitations est de 734,4 mm,. Pour l'avenir, les paramètres climatiques de la commune estimés pour 2050 selon différents scénarios d'émission de gaz à effet de serre sont consultables sur un site spécial publié par Météo-France en novembre 2022.

## Urbanisme

### Typologie
Au 1er janvier 2024, Beaurieux est catégorisée commune rurale à habitat dispersé, selon la nouvelle grille communale de densité à 7 niveaux définie par l'Insee en 2022.
Elle est située hors unité urbaine. Par ailleurs la commune fait partie de l'aire d'attraction de Reims, dont elle est une commune de la couronne,. Cette aire, qui regroupe 294 communes, est catégorisée dans les aires de 200 000 à moins de 700 000 habitants,.

### Occupation des sols
L'occupation des sols de la commune, telle qu'elle ressort de la base de données européenne d'occupation biophysique des sols Corine Land Cover (CLC), est marquée par l'importance des forêts et milieux semi-naturels (50,8 % en 2018), une proportion identique à celle de 1990 (50,8 %). La répartition détaillée en 2018 est la suivante : 
forêts (50,8 %), terres arables (25,6 %), zones agricoles hétérogènes (11,5 %), zones urbanisées (5 %), mines, décharges et chantiers (3 %), eaux continentales (2,8 %), prairies (1,3 %).
L'évolution de l'occupation des sols de la commune et de ses infrastructures peut être observée sur les différentes représentations cartographiques du territoire : la carte de Cassini (XVIIIe siècle), la carte d'état-major (1820-1866) et les cartes ou photos aériennes de l'IGN pour la période actuelle (1950 à aujourd'hui).

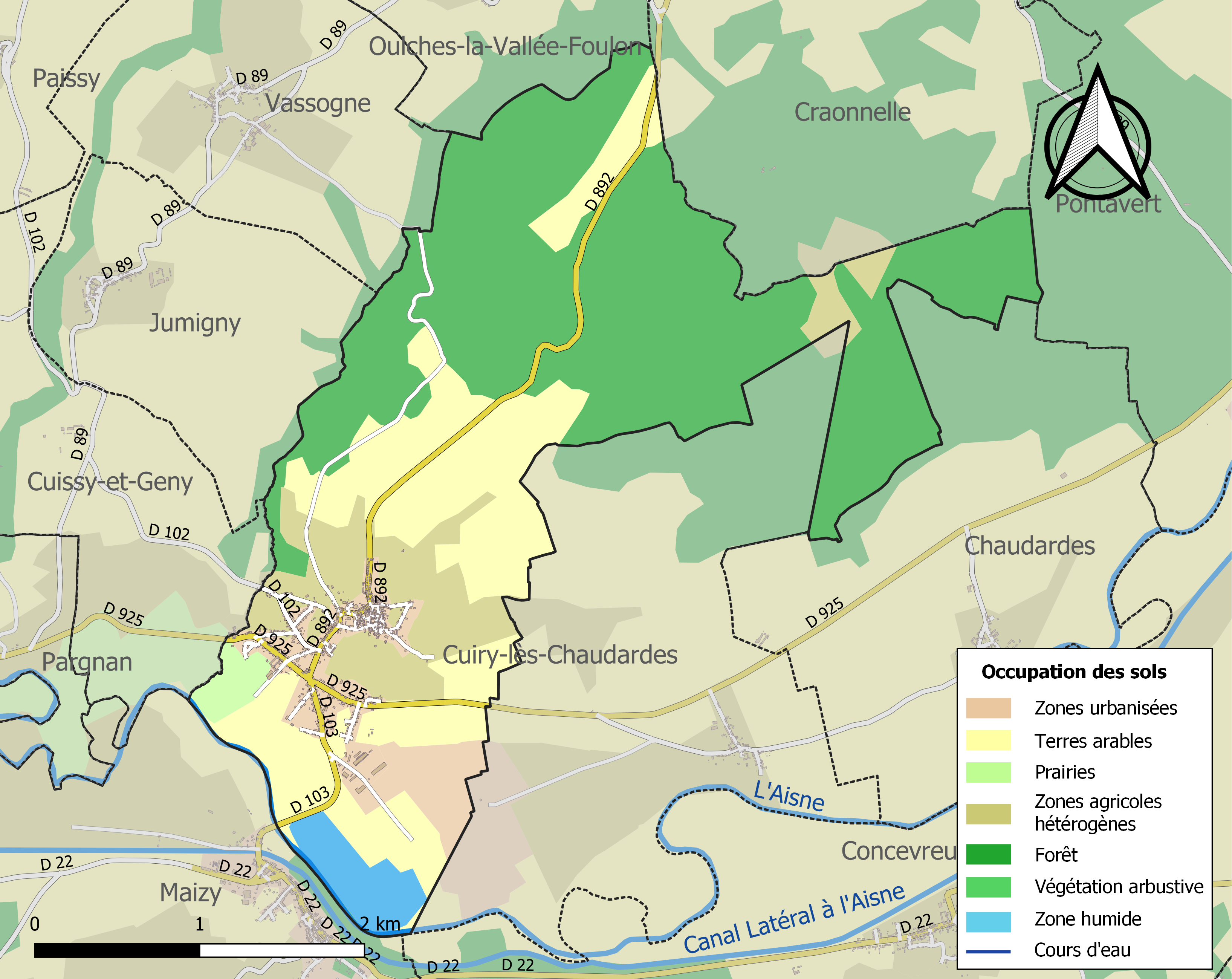
Carte des infrastructures et de l'occupation des sols de la commune en 2018 (CLC).

## Toponymie
Beaurieux correspond probablement à la localité gauloise de Bibrax citée par César au livre II de la Guerre des Gaules (BG II, 6). Ce nom désigne le castor en gaulois.
Le nom de la localité est attesté sous les formes Belru (1150) ; Berith (1153) ; Bellus rivus (1158) ; Beaureu (1327) ; Biauriu (1378) ; Biauru (1393) ; Biaurieu-en-Laonnois (1462) ; Beaurieux (1514) ; Paroisse de Saint-Remy-de-Beaurieu (1569).

De l'oil bel ru « beau ruisseau », pour désigner d'abord le cours d'eau, de l'adjectif de la langue d'oïl bel et ri, riü, ryó « beau ruisseau ».

## Histoire
Des fouilles archéologiques sur les rives de l'Aisne ont mis au jour d'importants établissements néolithiques datant d'environ 3000 av. J.-C. et ont révélé une activité agricole qui s'est poursuivie aux époques gauloise et gallo-romaine.
Au Moyen Âge, le bourg fut la possession des bénédictines de l'abbaye d'Origny-Sainte-Benoite. À cette époque, la culture de la vigne occupait une place prépondérante.
David Victor Belly de Bussy, maire du village en 1814, ancien compagnon de garnison de Bonaparte à Auxonne surnommé « le pékin de l'empereur », prit part à la bataille de Craonne où il fut nommé colonel d'artillerie et chevalier de la Légion d'honneur. Général de brigade nommé le 11 avril 1815, il était sur le champ de bataille de Waterloo un des aides de camp de l'Empereur, qui portèrent au maréchal Ney les instructions de Napoléon.
Il y avait encore un château à Beaurieux au début du XXe siècle, mais comme de nombreux villages des environs lors de la Première Guerre mondiale, Beaurieux a fortement souffert des batailles du Chemin des Dames.
 
Le 25 octobre 1917, après la bataille de la Malmaison et la perte du plateau du Chemin des Dames les Allemands quittent le village et la ligne de front s'installe dans la vallée de l'Aillette. Beaurieux sert alors de cantonnement à plusieurs régiments d'infanterie Français. Le 16 avril 1918, Beaurieux accueille les Français du 118e régiment d'infanterie et des troupes britanniques de la 50e division (Première guerre mondiale) (en), sous le commandement du Major-General Henry Cholmondeley Jackson) (en), qui avaient été décimée lors de la bataille de la Lys.

Le 27 mai 1918, c'est le début de la bataille de l'Aisne lors de l'offensive Michael durant la seconde bataille de la Marne. Un bombardement d'artillerie allemande d'une grande violence bouleverse le village et les positions défensives françaises, qui sont ensuite submergés par les troupes d'assaut de 30 divisions de la 7e armée allemande.
Le village est libéré définitivement par les Italiens le 11 octobre 1918.

## Politique et administration

### Découpage territorial
La commune de Beaurieux est membre de la communauté de communes du Chemin des Dames, un établissement public de coopération intercommunale (EPCI) à fiscalité propre créé le 29 décembre 1995 dont le siège est à Craonne. Ce dernier est par ailleurs membre d'autres groupements intercommunaux.
Sur le plan administratif, elle est rattachée à l'arrondissement de Laon, au département de l'Aisne et à la région Hauts-de-France. Sur le plan électoral, elle dépend du canton de Villeneuve-sur-Aisne pour l'élection des conseillers départementaux, depuis le redécoupage cantonal de 2014 entré en vigueur en 2015, et de la première circonscription de l'Aisne  pour les élections législatives, depuis le dernier découpage électoral de 2010.

### Administration municipale
| Période                                  | Période                   | Identité               | Étiquette | Qualité |
| ---------------------------------------- | ------------------------- | ---------------------- | --------- | --- |
| Les données manquantes sont à compléter. |                           |                        |           | |
| maire en 1840                            | ?                         | M. Gondallier de Tugny |           | Conseiller d'arrondissement                                                                                              |
|                                          | 1878                      | M. de la Gréerie       |           | |
| 1879                                     |                           | M. Wallon              |           | |
| mars 2001                                | mars 2008                 | Auguste Lecreps        | UMP       | |
| mars 2008                                | septembre 2009            | Gérard Ammerich        |           | Médecin retraité Démissionnaire                                                                                          |
| septembre 2009                           | novembre 2009             | Jean-Paul Coffinet     |           | 1er adjoint assurant l'intérim du maire                                                                                  |
| novembre 2009                            | En cours (au 28 mai 2020) | Jean-Paul Coffinet     | SE        | Commandant au SDIS de l'Aisne Président de la communauté de communes du Chemin des Dames Réélu pour le mandat 2020-2026, |

## Démographie
L'évolution du nombre d'habitants est connue à travers les recensements de la population effectués dans la commune depuis 1793. Pour les communes de moins de 10 000 habitants, une enquête de recensement portant sur toute la population est réalisée tous les cinq ans, les populations de référence des années intermédiaires étant quant à elles estimées par interpolation ou extrapolation. Pour la commune, le premier recensement exhaustif entrant dans le cadre du nouveau dispositif a été réalisé en 2007.

En 2022, la commune comptait 813 habitants, en évolution de −1,93 % par rapport à 2016 (Aisne : −1,97 %, France hors Mayotte : +2,11 %).
| 1793 | 1800 | 1806 | 1821 | 1831 | 1836 | 1841 | 1846 | 1851 |
| ---- | ---- | ---- | ---- | ---- | ---- | ---- | ---- | ---- |
| 830  | 840  | 851  | 825  | 884  | 856  | 844  | 855  | 920  |

| 1856 | 1861 | 1866 | 1872 | 1876 | 1881 | 1886 | 1891 | 1896 |
| ---- | ---- | ---- | ---- | ---- | ---- | ---- | ---- | ---- |
| 908  | 895  | 852  | 830  | 803  | 793  | 802  | 751  | 712  |

| 1901 | 1906 | 1911 | 1921 | 1926 | 1931 | 1936 | 1946 | 1954 |
| ---- | ---- | ---- | ---- | ---- | ---- | ---- | ---- | ---- |
| 694  | 711  | 618  | 667  | 604  | 581  | 521  | 532  | 582  |

| 1962 | 1968 | 1975 | 1982 | 1990 | 1999 | 2006 | 2007 | 2012 |
| ---- | ---- | ---- | ---- | ---- | ---- | ---- | ---- | ---- |
| 560  | 566  | 577  | 652  | 654  | 704  | 782  | 793  | 776  |

| 2017 | 2022 | - | - | - | - | - | - | - |
| ---- | ---- | - | - | - | - | - | - | - |
| 844  | 813  | - | - | - | - | - | - | - |

## Culture locale et patrimoine

### Lieux et monuments
- L'église Saint-Rémi est inscrite à l'inventaire supplémentaire des Monuments historiques depuis 1927[40].

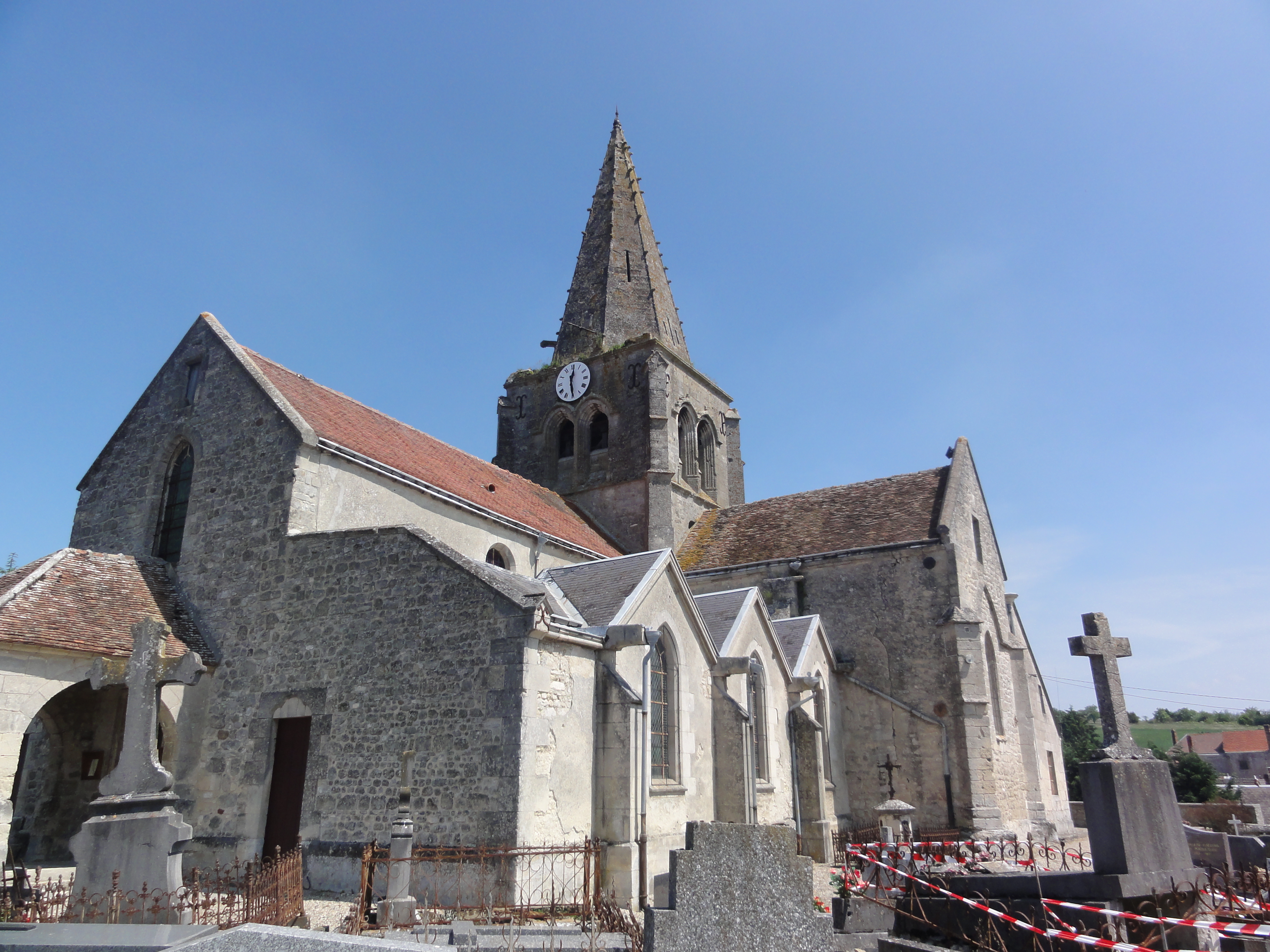
Église Saint-Rémi.
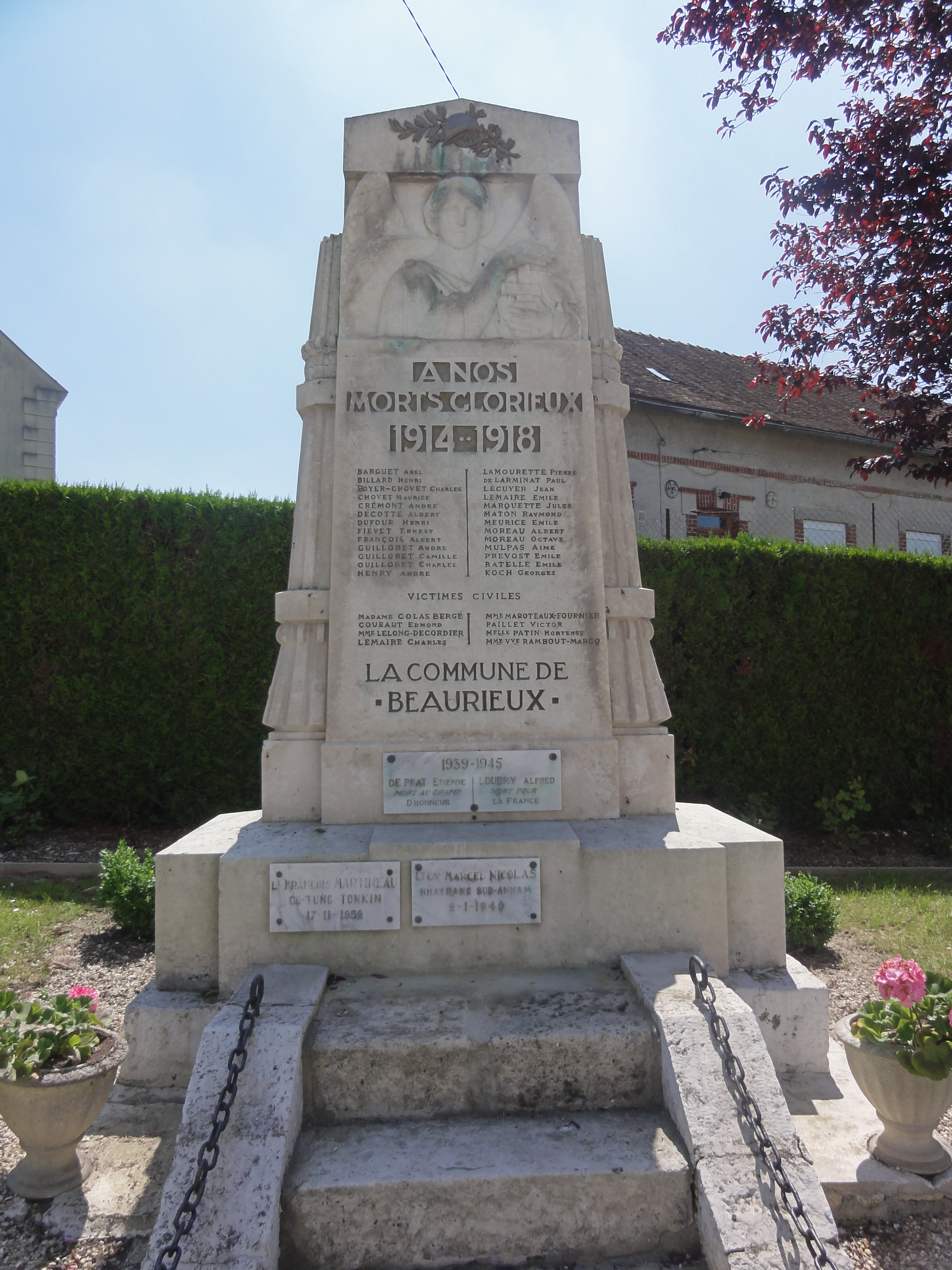
Monument aux morts.
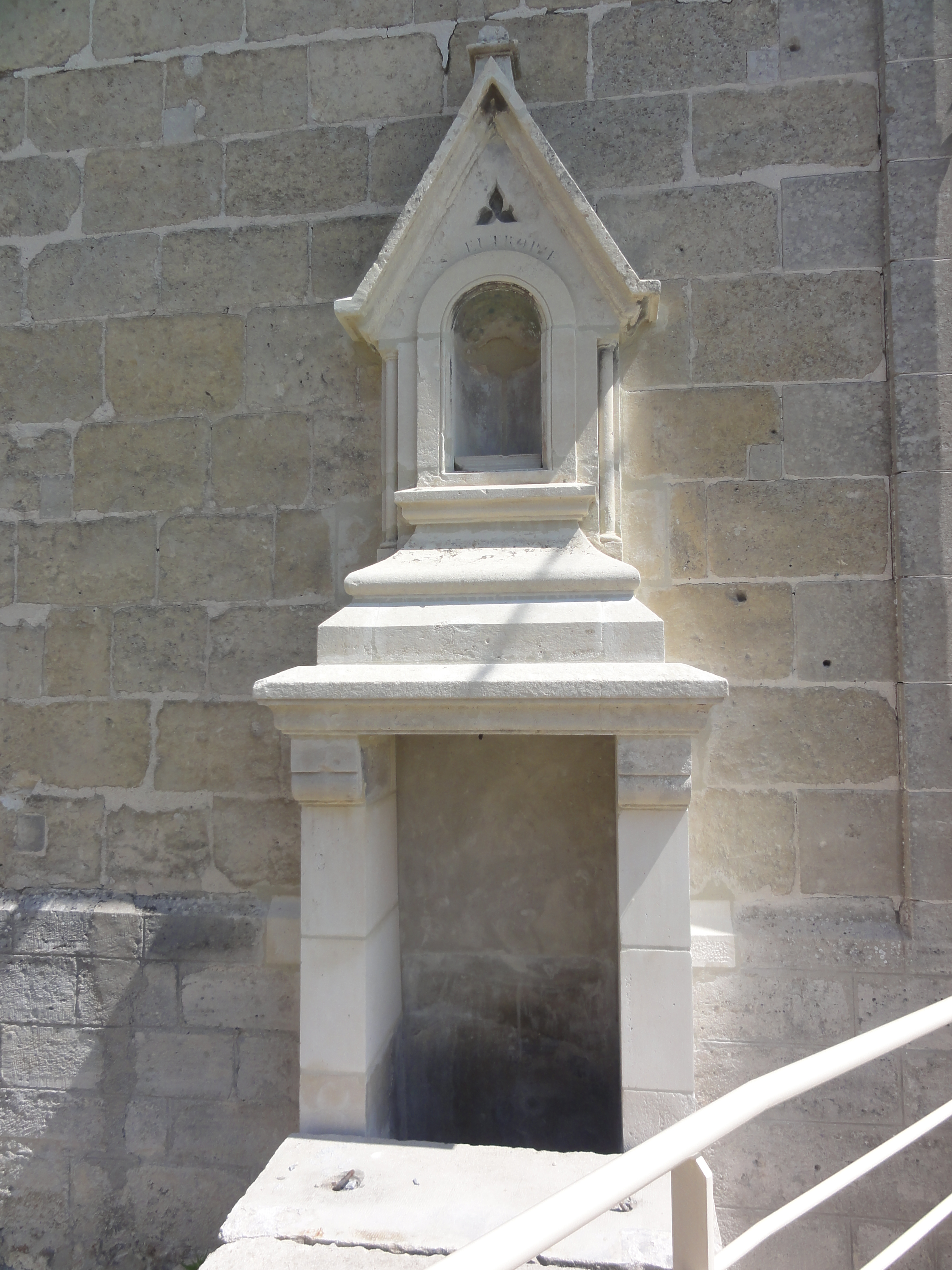
Source.
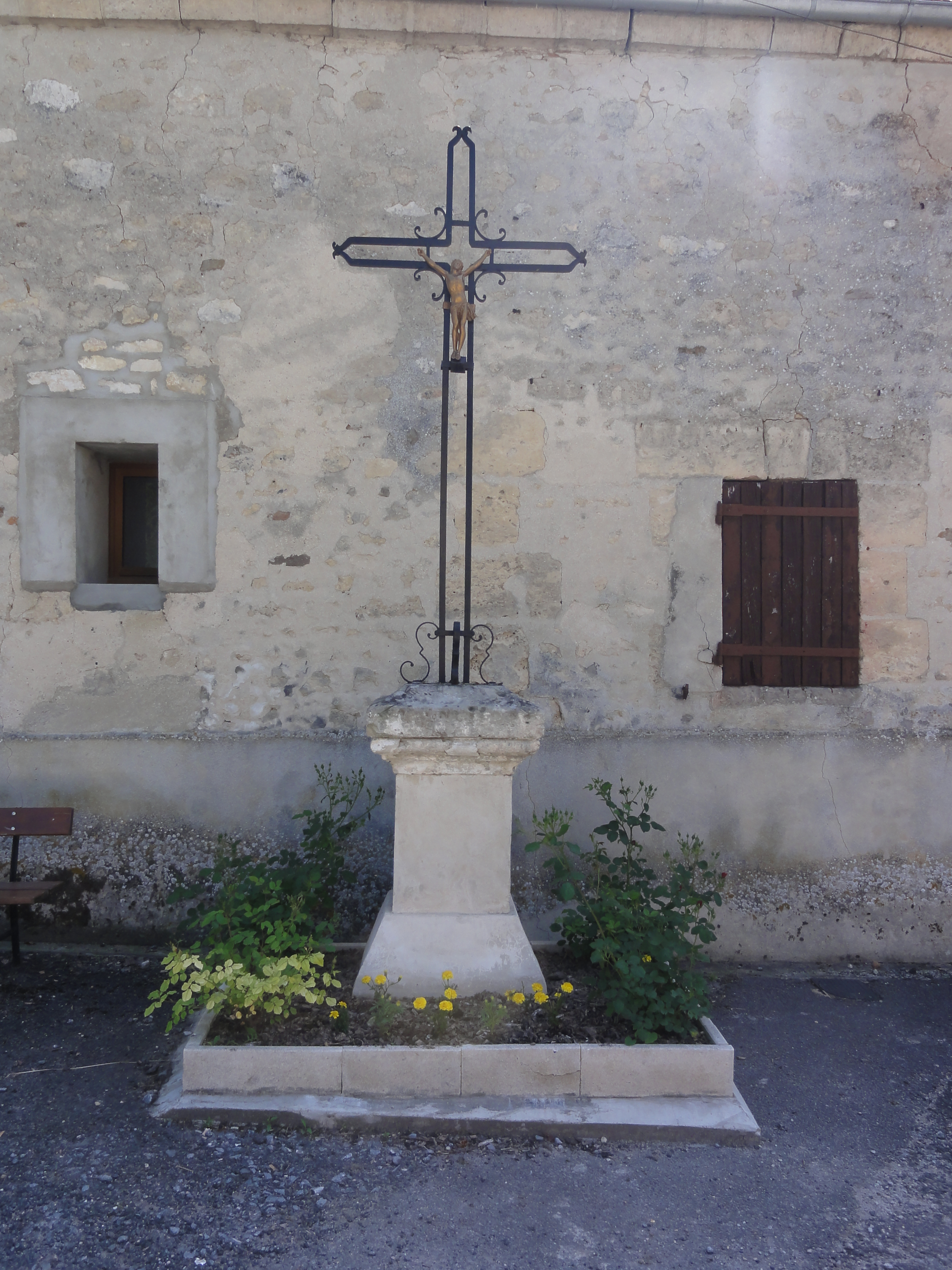
Croix de chemin.

### Personnalités liées à la commune
- David Victor Belly de Bussy (1768-1848), général des armées du Premier Empire, ancien condisciple de Bonaparte en garnison à Auxonne. Maire de Beaurieux en 1814, il reprit du service, à la demande de Napoléon, le 11 mars 1814 comme colonel d'artillerie et aide de camp de l'Empereur. Il le suivit pendant toutes les batailles de la campagne de France à partir de la bataille de Craonne et pendant les Cent-Jours.
- Le général Boyer (1848-1916), commandeur de la Légion d'honneur.

## Pour approfondir